# Théâtre Romathan
Le Théâtre Romathan est le seul théâtre professionnel de la minorité roms en Slovaquie. Il fut créé en 1992 et est établi à Košice. Il présente ses créations en romani et slovaque.